# Nepidermin
Nepidermin (tên thương hiệu Easyef), còn được gọi là yếu tố tăng trưởng biểu bì tái tổ hợp của con người (rhEGF), là một dạng tái tổ hợp của yếu tố tăng trưởng biểu bì của con người (EGF) và một cicatrizant (một loại thuốc thúc đẩy quá trình hình thành vết sẹo). Nó được phát triển bởi Daewoong Dược phẩm. Là một dạng tái tổ hợp của EGF, nepidermin là một chất chủ vận của thụ thể yếu tố tăng trưởng biểu bì (EGFR), và là chất chủ vận EGFR đầu tiên được bán trên thị trường.
Nó được bán trên thị trường như một loại thuốc mỡ để điều trị loét chân do tiểu đường, vết thương và rụng tóc (rụng tóc) ở Việt Nam, Philippines, Thái Lan và Trung Quốc.
Kể từ năm 2017, nó đã được thử nghiệm lâm sàng ở Hàn Quốc để điều trị viêm miệng (viêm miệng hoặc môi) và để đảo ngược tác dụng phụ của da do erlotinib (chất ức chế EGFR).